# Gomenella dryandrae
Gomenella dryandrae là một loài côn trùng cánh nửa trong họ Aleyrodidae, phân họ Aleyrodinae.
Gomenella dryandrae được Takahashi miêu tả khoa học đầu tiên năm 1950.